# MFS 2000 Zrt.
Az MFS 2000 Zrt. egy Sirok külterületén található magyar lőszergyár. Nevében a három betű, az „MFS” a Mátravidéki Fémművek – Sirok rövidítése. A gyártelep az elérésére megépített 24 127-es mellékúton található a falu és Kőkútpuszta között. A gyár iparvágány-kapcsolattal rendelkezett a Kisterenye–Kál-Kápolna-vasútvonalhoz.

## Története
Mátravidéki Fémművek néven 1952-ben alapították, és az 1950-es évek végén kezdett el lőszert gyártani polgári lőfegyverek számára. A kezdeti katonai  célú termelés az 1960-as, 1970-es években lecsökkent a polgári termelés javára. A társaság katonai lőszert a "23-as" üzemi kóddal gyártott.  A "21-es" gyári kód szintén a céghez kötődött.
Az MFS 2000 kiskaliberű, központi gyújtású lőszerek gyártója, a világ számos országában elismert piaci szereplő. A kereskedelemben kapható 7,62 × 39 mm-es vadászfegyverek viszonylag kis gyártóinak egyike. A Fiocchi America a Fiocchi Int'l márkanév alatt alvállalkozásba adta a 7,65x17 mm-es Browning (0,32 ACP), a 9x18 mm Makarov (PM), a 9x18 mm +P Makarov (PMM) és a 9x19 mm Luger lőszerek gyártását.

## Márkarombolási kísérlet
A világ legerősebb katonai hatalmához kötődött a cég legnagyobb próbatétele. 2008-ban a vállalat lőszerkereskedelme közvetetten az afgán hadseregnek és a rendőri erőknek az Egyesült Államok hadseregének vállalkozói általi szállításával kapcsolatos vita tárgyává vált. Kiváló, prémium minőségű MFS-lőszerként rozsdás kínai tucatlőszert szállított a miami székhelyű AEY Inc. A csalás a hadsereggel kötött szerződés felmondásához vezetett.

## Napjainkban
2009-től RUAG Ammotec Magyarországi Zrt. néven a nemzetközi RUAG cégcsoport tagja, mely 2016-ban, a termelési kapacitások bővítése során, több, mint 1 millió eurót fektetett be siroki gyáregysége fejlesztésébe. 2019-től folytatták a korszerűsítéseket és üzembe állítottak egy új lőszer-összeszerelő gépet, mellyel a lőpor, lövedék és hüvely egyesítése vált hatékonyabbá.

## Fordítás
Ez a szócikk részben vagy egészben  a   MFS 2000 Inc című angol Wikipédia-szócikk ezen változatának fordításán alapul.  Az eredeti cikk szerkesztőit annak laptörténete sorolja fel. Ez a jelzés csupán a megfogalmazás eredetét és a szerzői jogokat jelzi, nem szolgál a cikkben szereplő információk forrásmegjelöléseként.